# Cañete de las Torres
Cañete de las Torres ist eine Gemeinde mit 2.806 Einwohnern (Stand: 2024) in der Provinz Córdoba in Andalusien.

## Geographie
Die Gemeinde grenzt an Baena, Bujalance, Castro del Río, Córdoba, Lopera und Porcuna. Der Ort grenzt an die Provinz Jaén.

## Geschichte
Funde reichen bis ins Neolithikum zurück. Der Ort wurde im Jahre 1237 von Ferdinand III. für die Christen erobert und an den Consejo de Córdoba (Rat von Córdoba) verschenkt.